# Boris von Vietinghoff-Scheel
Pour les articles homonymes, voir Scheel.
Le baron Boris Alexandrovitch von Vietinghoff-Scheel, né le 14 août 1829 (26 août dans le calendrier grégorien) à Morchansk et mort le 13 septembre 1901 (26 septembre dans le calendrier grégorien) à Saint-Pétersbourg, est un aristocrate germano-balte, sujet de l'Empire russe, qui fut compositeur et critique de musique.

## Biographie
Boris von Vietinghoff-Scheel descend d'une ancienne famille de la noblesse allemande des provinces baltes. Son père à sa naissance était responsable des services de la police du district de Morchansk, dans le gouvernement de Tambov. Il commence une carrière d'officier de cavalerie dans l'artillerie, et se retire au grade de capitaine pour commencer une carrière musicale. Il avait appris le piano auprès de sa mère qui avait été élève de John Field. Vietinghoff-Scheel prend des leçons auprès d'Adolph von Henselt et étudie la composition auprès de Vogt, tout en suivant les conseils de Dargomyjski. Vietinghoff-Scheel apprend l'instrumentalisation lui-même, en se servant des manuels d'Adolf Bernhard Marx et d'autres.
Il est l'auteur de plusieurs ballets et opéras qui ont été représentés à Saint-Pétersbourg. La critique de l'époque le considère comme un compositeur de talent. Il publie aussi des critiques musicales dans les « Moskovskie  vedomosti » et d'autres journaux ou revues, ainsi qu'un livre de Mémoires intitulé « Célébrités du monde, 1847-1898 » qui paraît à Saint-Pétersbourg en 1899. Il y raconte en particulier ses rencontres avec Glinka, Dargomyjski, Berlioz, etc.

## Œuvres
- Mazeppa, opéra d'après le poème de Pouchkine, dont la première a lieu en 1859 au théâtre Bolchoï Kamenny de la capitale impériale. Cet opéra est représenté au Bolchoï de Moscou en 1866 et à Kiev en 1879. Son « ouverture fantastique » qui utilise un grand nombre d'instruments était particulièrement prisée de Franz Liszt qui s'en est inspiré pour l'Enfer dans sa Divine comédie.
- Tamara, opéra d'après un livret de Vladimir Sollogoub, d'après le poème de Lermontov, Le Démon; la première a lieu au théâtre Mariinsky en 1886[3].
- Juan di Tenorio, ou La Statue du commandeur, opéra d'après la pièce d'Alexis Tolstoï; a première a lieu au Mariinsky en 1888
- La Tulipe de Haarlem, ballet fantastique sur une chorégraphie de Lev Ivanov, dont la première a lieu le 4 octobre 1887 au Mariinsky, avec une mise en scène de Lev Ivanov, des décors d'Henri Levot et des costumes d'Evgueni Ponomariov
- Cendrillon, ballet fantastique d'après Charles Perrault, selon le livret de L.A. Pachkov; la première a lieu le 5 décembre 1893 au Mariinsky avec une chorégraphie de Marius Petipa, de Lev Ivanov et d'Enrico Cecchetti. Les décors et les costumes sont d'Henri Levot, Mikhaïl Botcharov et Matveï Chichkov, l'orchestre est dirigé par Riccardo Drigo.
- Jean Damascène, oratorio
- Stabat Mater, oratorio, 1876
- Holopherne, opéra composé en 1883, jamais représenté
- Marie Stuart, opéra inachevé
- Héliodore, opéra inachevé
- La Fontaine de Bakhtchisaraï, poème pour orchestre
- Don Quichotte, tableau musical
- Les Djins, tableau musical d'après Victor Hugo
- Suite fantastique
- Marche nuptiale, 1894, composée pour le mariage du futur Nicolas II et d'Alexandra, qui est encore régulièrement jouée
- Scènes  populaires
- Soixante-dix romances
- Morceaux pour piano ou violoncelle
- Cantiques et musique liturgique
- Russie et France, marche composée et interprétée à l'occasion de la visite de Félix Faure en Russie[4]